# Спорыш отклонённый
Спорыш отклонённый (лат. Polygonum patulum), — вид травянистых растений рода Спорыш (Polygonum) семейства Гречишные (Polygonaceae). Встречается также под устаревшим синонимичным названием Горец отклонённый.

## Ботаническое описание
Однолетнее травянистое растение, гладкое. Стебель обыкновенно прямой, ветвистый, с косо вверх обращенными ветвями, 20—75 см высотой. Раструбы гладкие, глубоко расколотые на несколько долей. Листья от длинно-эллиптической до ланцетовидно-линейной формы, заострённые, при основании суженные в очень короткий черешок или почти сидячие, с сильно выдающимися жилками, 1—4 см длиной и 1,5—7 мм шириной.
Цветки собраны пучками по 2—3 на верхушке стебля и ветвей длинными (от 3 до 15 см) прерывистыми, лишь в нижней части облиственными колосовидными кистями. Околоцветник глубоко 5-раздельный с розовыми на верхушке долями, внизу зелёный, около 2 мм длиной. Тычинок 8, с сильно расширенными при основании нитями. Пестик с 3 короткими столбиками и 3-гранной завязью. Орешки 3-гранные, яйцевидные, заострённые, очень мелкозернистые и тускловатые, около 2 мм длиной.

## Распространение и экология
Евразия. Свойственен степной области, преимущественно в безлесной её зоне, где обитает на солонцах, солонцеватых и степных лугах, также около полей и дорог.

## Синонимы
- Polygonum bordzilowskii Klokov
- Polygonum cretaceum Kom.
- Polygonum gracilius (Ledeb.) Klokov
- Polygonum kotovii Klokov
- Polygonum salinum A.I.Baranov & Skvortsov ex S.X.Li & Y.L.Chang
- Polygonum spectabile Lehm.

и другие.